# Группа «Эгмонт»
Группа «Эгмонт» (англ. Egmont Group of Financial Intelligence Units) — неформальное объединение подразделений финансовой разведки (ПФР) стран мира. 

## История
В июне 1995 года представители ряда государственных ведомств и международных организаций собрались во дворце Эгмонт-Аренберг в Брюсселе для обсуждения вопросов отмывания денег и способов преодоления этой глобальной проблемы. В результате этого первого заседания была образована Группа «Эгмонт», представляющая собой неофициальную организацию государственных ведомств-получателей раскрываемой информации, которые объединены общей целью — создать коллективный механизм для укрепления сотрудничества и обмена информацией, полезной для выявления и пресечения отмывания денег, а затем и финансирования терроризма.
Вскоре после создания Группы «Эгмонт» её участники признали необходимость разработки действенных и практических методов сотрудничества, особенно в области обмена информацией и опытом борьбы с отмыванием денег. Для решения этих задач созданная в рамках Группы «Эгмонт» Рабочая группа по правовым вопросам проанализировала препятствия, связанные с обменом информацией между государственными ведомствами, которые непосредственно заняты борьбой с отмыванием денег путём обработки финансовой информации. Чтобы выявить во всем мире ведомства, которые являются получателями раскрываемой финансовой информации, и лучше понять, каким образом функционируют такие государственные органы, различные юрисдикции заполнили опросные листы и направили их для анализа в Рабочую группу по правовым вопросам. На основе ответов, приведенных в опросных листах, Рабочая группа по правовым вопросам разработала функциональное определение государственных органов, названных подразделениями финансовой разведки (ПФР), которые ведут борьбу с отмыванием денег.

## Цели и задачи
Цель Группы «Эгмонт» — обеспечить площадку для эффективного взаимодействия ПФР во всем мире в целях борьбы с отмыванием денег и финансированием терроризма, а также для содействия в реализации внутренних программ по ПОД/ФТ. Такая поддержка включает:
- расширение и систематизацию международного сотрудничества в области обмена информацией;
- повышение эффективности ПФР путём обучения и содействия в обмене кадрами для повышения квалификации сотрудников ПФР;
- развитие более защищенного и интенсивного процесса обмена между ПФР путём использования технологий, таких, как Защищенная сеть «Эгмонт» (ESW);
- улучшение координации и взаимной поддержки между оперативными подразделениями ПФР-членов;
- содействие операционной независимости ПФР;
- содействие созданию ПФР в странах, не имеющих действующих программ ПОД/ФТ или имеющих такие программы на ранних стадиях развития.

## Структура
- Заседание глав ПФР
- Пленарное заседание
- Комитет Группы «Эгмонт»
- Рабочая группа по правовым вопросам
- Рабочая группа по расширению
- Рабочая группа по информационным технологиям
- Рабочая группа по обучению
- Рабочая группа по оперативным вопросам
- Постоянная административная поддержка (Секретариат)

## Условия членства
В Группу «Эгмонт» могут быть приняты ПФР стран, полностью соответствующие критериям определения Группы к подразделению финансовой разведки.
Эти ПФР должны быть действующими и обладать правовой возможностью обмениваться информацией со всеми партнерскими ПФР на основе Принципов информационного обмена.

## Члены и наблюдатели
Членами Группы «Эгмонт» являются подразделения финансовой разведки 170 стран и государственных образований:
- Австралия
- Австрия
- Азербайджан
- Албания
- Алжир
- Ангола
- Андорра
- Антигуа и Барбуда
- Аргентина
- Армения
- Багамские Острова
- Барбадос
- Бангладеш
- Бахрейн
- Белиз
- Бельгия
- Бенин
- Болгария
- Боливия
- Босния и Герцеговина
- Ботсвана
- Бруней
- Буркина-Фасо
- Бутан
- Бразилия
- Вануату
- Ватикан
- Венгрия
- Вьетнам
- Габон
- Гана
- Гватемала
- Германия
- Гондурас
- Гонконг
- Гренада
- Греция
- Грузия
- Дания
- Доминика
- Доминиканская Республика
- Египет
- Замбия
- Израиль
- Индия
- Индонезия
- Иордания
- Ирак
- Ирландия
- Исландия
- Испания
- Италия
- Кабо-Верде
- Казахстан
- Камбоджа
- Камерун
- Канада
- Катар
- Кения
- Китай
- Кипр
- Колумбия
- Республика Конго
- Республика Косово
- Коста-Рика
- Кот-д’Ивуар
- Кувейт
- Кыргызстан
- Лаос
- Латвия
- Лесото
- Ливан
- Ливия
- Литва
- Лихтенштейн
- Люксембург
- Маврикий
- Макао
- Северная Македония
- Малави
- Малайзия
- Мальта
- Марокко
- Маршалловы Острова
- Мексика
- Мозамбик
- Молдова
- Монако
- Монголия
- Намибия
- Науру
- Непал
- Нигерия
- Нидерланды
- Новая Зеландия
- Норвегия
- ОАЭ
- Оман
- Пакистан
- Палестина
- Палау
- Панама
- Парагвай
- Папуа — Новая Гвинея
- Перу
- Польша
- Португалия
- Республика Корея
- Руанда
- Румыния
- Сальвадор
- Самоа
- Сан-Марино
- Саудовская Аравия
- Сейшельские Острова
- Сенегал
- Сент-Винсент и Гренадины
- Сент-Китс и Невис
- Сент-Люсия
- Сербия
- Сингапур
- Словакия
- Словения
- Великобритания
- США
- Соломоновы Острова
- Судан
- Таиланд
- Китайская Республика
- Танзания
- Того
- Тринидад и Тобаго
- Тунис
- Турция
- Таджикистан
- Уганда
- Узбекистан
- Украина
- Уругвай
- Фиджи
- Филиппины
- Финляндия
- Франция
- Хорватия
- Черногория
- Чехия
- Чили
- Швейцария
- Швеция
- Шри-Ланка
- Эквадор
- Эстония
- Эфиопия
- ЮАР
- Ямайка
- Япония

Наблюдатели в Группе «Эгмонт»
- Всемирный банк
- Международный валютный фонд
- Региональные группы по типу ФАТФ
- Управление ООН по наркотикам и преступности

Территории:
- Ангилья
- Аруба
- Бермуды
- Виргинские Острова (Великобритания)
- Гернси
- Гибралтар
- Джерси
- Острова Кайман
- Кюрасао
- Ниуэ
- Остров Мэн
- Синт-Мартен
- Острова Кука
- Пуэрто-Рико

## Документы Группы «Эгмонт»
Основными документами Группы «Эгмонт», на которых основана её деятельность, являются «Заявление о целях» (первоначально принято в Мадриде 24 июня 1997 года, с поправками, внесенными в Гааге 13 июня 2001 года, в Сиднее 23 июля 2003 года и на Гернси 23 июня 2004 года) и «Принципы обмена информацией между подразделениями финансовой разведки», являющиеся дополнением к «Заявлению о целях» Группы «Эгмонт».

## Определение подразделения финансовой разведки Группы «Эгмонт»
Основанное на опыте Рабочей группы по правовым вопросам, «Эгмонт» утвердил следующее определение ПФР в 1996 году, позднее измененное в 2004 году, с целью отразить роль ПФР в борьбе с финансированием терроризма:
Центральный национальный орган, ответственный за получение (и, если разрешено, затребование), анализ и передачу компетентным органам сообщений с финансовой информацией, касающейся доходов, в отношении которых имеются подозрения в их криминальном происхождении и потенциальном финансировании терроризма, или требуемой в соответствии с национальным законодательством или правилами для борьбы с отмыванием денег и финансированием терроризма.

## Группа «Эгмонт» в системе противодействия финансированию терроризма
Хотя первоначально в центре внимания ПФР Группы «Эгмонт» в основном находилось отмывание денег, ПФР также играет важную роль в международных усилиях по борьбе с финансированием терроризма. Раскрываемая финансовая информация, которую ПФР в настоящее время получают, анализируют и передают далее, оказалась бесценным источником сведений для тех национальных ведомств, которые занимаются расследованиями по вопросам финансирования терроризма. Для того чтобы выполнить обязательные международные стандарты, многие страны уже внесли или находятся в процессе внесения поправок в своё внутреннее законодательство, с тем чтобы включить финансирование терроризма как отдельное преступление в сферу деятельности ПФР, помимо того, что оно является первичным преступлением по отношению к отмыванию денег, и тем самым расширить круг общих функций ПФР.